# Vándor Kálmán (újságíró, 1922–2016)
Vándor Kálmán, Vándor Kálmán László, született Breitfeld (Békásmegyer, 1922. november 5. – Budapest, 2016. január 5.) magyar sportújságíró, dalszövegíró. IPI kódja 31591108

## Életpályája
Apja Vándor (Breitfeld) Kálmán író, újságíró, anyja Szathmáry Aranka színésznő. A budapesti olasz gimnáziumban tanult. Tizennégy éves korától focista – kapus, egyben a Nemzeti Sport diáktudósítója volt. Édesanyja zongoraművésznek szánta, igazán sohasem tanult meg zongorázni. A zenét megszeretve számtalan olasz slágert ültetett át magyarra. 1924-ben Breitfeld családi nevét apjával együtt Vándorra változtatta.
1940 és 1945 között a Pesti Magyar Kereskedelmi Bank tisztviselője, mellette húszéves korától sporttudósító, majd hivatásos sportújságíró. 1942-ben a Nemzeti Sportnál kezdte, 1945-től az átnevezett Népsportnál folytatta. Dolgozott a Friss Újságnál, a Magyar Rádió olasz szerkesztőségében. 1954-től a Képes Sport munkatársa, 1956-tól a Népszavánál vált legendává.
„Párton kívüli bolsevikként” 40 évet töltött a lapnál. Tíz olimpiáról és kilenc labdarúgó-világbajnokságról küldött helyszíni beszámolókat. Temperamentumos rovatvezetőként nemegyszer „osztotta” a sportolókat, sportvezetőket. Munkája a sportújságírás, szerelme a labdarúgás, hobbija a dalszövegírás volt. Az énekesekkel és zeneszerzőkkel, akikkel éveken át együtt dolgozott, szoros baráti kapcsolatban állt. Olyan előadóknak írt dalokat, mint Cserháti Zsuzsa, Katona Klári, Korda György vagy a Kossuth-díjas Kovács Kati. Öt nyelven beszélt.
2016. február 5-én kísérték utolsó útjára a budapesti Farkasréti temetőben.

## Művei
- A szakszervezeti sportvezetők feladatai; szerk. Vándor Kálmán; Táncsics, Bp., 1970
- Diák sportnapló, Budapest, Sportpropaganda Vállalat, 1981
- 1978 – Labdarúgó világbajnokságok, Budapest, Sport Lap- és Könyvkiadó, ISBN 963-253-551-0
- 1982 – Labdarúgó világbajnokságok, Budapest, Sport Lap- és Könyvkiadó, ISBN 963-253-584-7
- 1986 – Futballvilágbajnokok A-tól Z-ig, Budapest, Lapkiadó Vállalat, ISBN 963-02-4153-6
- 1986 – Gól volt, gól nem volt..., Budapest, Népszava Lap- és Könyvkiadó Vállalat, ISBN 963-322-383-0
- 1987 – Athéntól Szöulig. Nagy olimpiai rejtvénykönyv, Budapest, Népszava Lap- és Könyvkiadó, ISBN 963-322-666-X
- 1990 – Futball lexikon (A Mondiale '90 kézikönyve), HungariaSport Reklám és Marketing Vállalat, ISBN 963-7544-53-4

## Szakmai sikerek
- 1998-ban a Magyar Olimpiai Bizottság MOB-médiadíját érdemelte ki
- 2005-ben a Magyar Sportújságírók Szövetsége életműdíjjal ismerte el munkásságát
- 2008-ban megkapta a Magyar Köztársasági Arany Érdemkereszt kitüntetést,
- 2012-ben a Magyar Labdarúgó-szövetség 90. születésnapja alkalmából kristályvázát adományozott

## Dalszövegei
- A magam útján (Claude François: My way) (Aradszky László)
- A maxit jobban szeretem (Fenyvesi Gabi)
- A nyárnak lassan vége (Erlend Øye: Prima del 'estate) (Soltész Rezső)
- A nyárnak nincs még vége (L'estate sta finendo) (Soltész Rezső)
- A szerelmem voltál (Katona Klári)
- A zápor (Corrado Conti: La pioggia) (Harangozó Teri)
- Álmodozás (Breitner János)
- Az életem egy szép regény (To All the Girls I've Loved Before) (Korda György)
- Az óra (Mario PanzerI L oriologio) (Aradszky László)
- Azzurro (Vito Pallavicini-Paolo Conte szerzeménye, Aradszky László)
- Bambina, bambina (Breitner János)
- Bolond az én szívem (Cuore matto) (Kovács Kati)[6]
- Búcsúszó (Gaetano Savio: L'ultima preghiera) (Korda György)
- Carina (Vámosi János)
- Ciao, ciao, bambina (Piove) (Komár László)[7]
- Cigány fiú (Koós János)[8]
- Csiripelő madarak! (Dance little bird) (Záray Márta - Vámosi János)
- Egy hamvas arcú kisgyerek (Claude Ganem: El bimbo) (Kovács Kati)
- Egy könnycsepp az arcodon (Una lacrima sul viso) (Poór Péter)
- Érzés (Feelings) (Máté Péter)
- Eső-ballada (Le jour où la pluie viendra) (Kovács Erzsi)
- Fehér házikó (Una casa bianca) (Ambrus Kyri)
- Félek, hogy játék az egész (Korda György)
- Gitárom, beszélj most halkan (Korda György)
- Gondolj majd néha rám (Kovács Erzsi)
- Ha könnyezni látom a két szemed (Kovács Erzsi)
- Ha nem vagy velem (Lontano dagli occhi) (Szécsi Pál)
- Ha tudnék hinni még (Korda György)
- Hé, taxi! (Tárkányi Tamara)
- Hegedűtanár (Il maestro di violino) (Korda György)
- Hol van az a kisfalu (Turaluraluralu - Ich Mach BuBu Was Machst Du) (Soltész Rezső)
- Jaj, de hideg van (Ma che freddo fa) (Kovács Kati)[9]
- Jó (Si) (Cserháti Zsuzsa)
- Jó utat! (Toldy Mária)
- Jöjj hát, oly szép a világ (In un fiore) (Mátrai Zsuzsa)[10]
- Július (Del Turco-Bigazzi: Luglio) (Poór Péter)
- Kár a könnyekért (Eros Sciorelli: Non pensare a me) (Korda György)
- Kár itt minden szóért (Vado a lavorare) (Korda György)
- Kósza szél (L'arca di Noè) (Szécsi Pál)[11]
- La Balanga (Korda György)
- Ma éjjel (Magia) (Korda György)
- Ma éjjel (Stanotte sentirai una canzone) (Ambrus Kyri)
- Még iskolába járok (Harangozó Teri)
- Még nincs késő talán (Koós János)
- Messze túl (Al di lá) (Sárosi Katalin)
- Miért fáj (Tua) (Ákos Stefi)
- Mint a violák (Come le viole) (Szécsi Pál)[12]
- Ne szóljon meg senki (Nessuno mi può giudicare) (Ambrus Kyri)[13]
- Ne vádolj (Perdono) (Mátrai Zsuzsa)[14]
- Nem kell holdfény (Breitner János)
- Nem kell már többé szerelem (Nyári Károly)
- Nem tudok nálad nélkül élni (Nessuno di voi) (Ambrus Kyri)
- Nem tudok nemet mondani (Zucchero) (Fenyvesi Gabi)
- Országút (100 Folk Celsius)
- Rózsák a sötétben (Rose nel buio) (Kovács Kati)
- Sír a telefon (Le téléphone pleure) (Koós János)[15]
- Soha, soha (Grande grande grande) (Sárosi Katalin)[16]
- Szerenád (Serenate) (Soltész Rezső)
- Szeress újra (Come prima) (Poór Péter)
- Szeretlek nagyon (Te meg én) (Toldy Mária)
- Szivárványfényben (I Giorni dell' arcobaleno) (Korda György)
- Szívem egy vándorcigány ("Il cuore è uno zingaro) (Koós János)
- Szívtelen teremtés (Quando m'innamoro) (Harangozó Teri)
- Találkozás (Korda György)
- Talán sok év után (Canzone per te) (Szécsi Pál)[17]
- Távollét (Szécsi Pál)
- Többet ér a boldogságom (Uno tranquillo) (Ambrus Kyri)
- Tréfát űz az élet (Tárkányi Tamara)
- Úgy élünk egymás mellett (Erba di casa mia) (Koós János)
- Úgy fáj a válás (Piove; Ciao, ciao bambina) (Hollós Ilona)
- Visszatérek én (Korda György)

Az ISWC-NET nyilvántartásában 49 szerzeménye szerepel